# Sibbarps skans
Sibbarps skans, eller Osby skans, är en mindre befästningsanläggning vid byn Sibbarp vid Helge å, strax söder om Osby i Osby kommun. Den uppfördes under Kalmarkriget mellan Danmark och Sverige, sannolikt som ett skydd för en ganska viktig vägs passage över Helge å. Vid åns norra sida låg vid denna tid byn Hasslaröd och vid den södra sidan Sibbarp.
Sibbarps skans ligger numera inom naturreservatet Osby skansar.

## Skansen
Skansen byggdes 1611 av tyska legosoldater i dansk tjänst. Den har en vallgrav, som är mellan två och fyra meter bred. Denna omsluter ett markområde på 40 x 50 meter.

## Strider under 1600-talet
Under det dansk-svenska kriget 1657–1658 utspelades vid Sibbarps skans den 28 september 1657 en strid, där bland andra den danske översten Knud Ulfeld stupade i strid mot svenska trupper. Vid skansen fanns Ulfeld med  ryttare, dragoner och ett uppbåd göingebönder, med uppdrag att utföra störningsanfall mot de svenska trupperna i nordöstra Skåne och södra Småland. Söderifrån kom en svensk styrka på hemväg från en räd i Skåne, ungefär 110 småländska ryttare och dragoner, anförda av översten Sven Ranck. De fann vägen avskuren och försökte slå sig igenom. Striden blev ojämn,  många ryttare föll och överste Ranck drog sig, med resterna av truppen, tillbaka längs Helge å mot byn Malshult. Där kunde de, med hjälp av en bonde som anvisade ett vadställe, passera ån för att sedan fortsätta mot Småland. Kvar på vadplatsen låg förutom många av sunnerbodragonerna även den danske befälhavaren Knud Ulfeld.
Under det följande Skånska kriget 1675–1678 beordrade den danske kungen Kristian V 500 göingebönder, som fortfarande var lojala mot det gamla hemlandet och var organiserade i två friskyttekompanier, att besätta Hönjarums skans och Sibbarps skans. Båda skansarna intogs av svenskarna i oktober 1676. 
Snapphanar brände bron över Helge å vid Hasslaröd den 21 oktober 1678, strax före Freden i Lund den 30 oktober 1679.

## Minnessten
Sibbarps skans är bevarad. Det finns också en minnessten, som restes 1911 över striden 1657. Den står strax söder om  Skansens hembygdsmuseum, Stavshultsgården, intill naturreservatet i sydost.